# El Cuco (suplemento de Pueblo)
El Cuco fue un suplemento infantil publicado por el diario "Pueblo" desde el 26 de septiembre de 1970 al 18 de noviembre de 1972. Pretendió introducir en España los dominicales a la manera de la prensa estadounidense.

## Contenido
| Años | Números | Título      | Guionista        | Dibujante       | Procedencia                          |
| ---- | ------- | ----------- | ---------------- | --------------- | ------------------------------------ |
| 1970 |         | Slap        | Antonio A. Arias | Pizarro         | Nueva, pasó al propio Pueblo en 1971 |
| 1970 |         | Red Fury    | Antonio A. Arias | Martín Salvador | Nueva                                |
| 1970 |         | Nando       | Fernando Asián   | Fernando Asián  | Nueva                                |
| 1970 |         | XB1         | Fernando Asián   | Fernando Asián  | Nueva                                |
| 1970 |         | El Soñador  | Fernando Asián   | Fernando Asián  | Nueva                                |
| 1970 |         | Abracadabra | Fernando Asián   | Chiqui          | Nueva                                |
| 1970 |         | Fut y Bol   | Fernando Asián   | Chiqui          | Nuevo                                |
| 1971 |         | Red Layton  | Antonio A. Arias | Aguilar         | Nueva                                |